# Военно формирование
Военното формирование е постоянна или временна организационна единица във въоръжените сили на държавата. Термини за видовете военни формирования се използват и за други „силови“ (въоръжени) структури на държавата – жандармерия (вътрешни войски), полиция, брегова охрана и др., както и в недържавни военизирани организации.

## Основни видове
Формированията според предназначението си биват:
- бойни – за поразяване на противника с бойни средства;
- поддържащи (спомагателни) – свързочни, транспортни и др.;
- небойни – учебни, тилови и пр.

Подразделят се също на формирования в мирно време (като военен окръг) и във военно време (напр. фронт). По продължителност на съществуване са временни и постоянни. Временните формирования се създават за изпълнение на дадена задача в определен срок, след което се разформироват. Такива могат да бъдат отряд, група, команда и др., като наименованията могат да се отнасят за различни по състав, въоръжение, численост формирования. Постоянните формирования в мирно време се създават за неопределен срок. Поради значително по-дългия им срок на съществуване тяхното устройство и функциониране са много по-подробно регламентирани.
В зависимост от състава на формированията, числеността на личния им състав, тяхната самостоятелност (вкл. юридически статут) и мащаб на действие се подразделят на подразделения, части, съединения и обединения.

### Подразделения
Това са най-малките формирования. Те са почти еднородни по състав, малочислени, не са юридически лица, имат малък периметър на действие, изпълняват частични тактически задачи. Примери:
- пост
- разчет, екипаж, звено, група
- отделение, бойна част (на кораб)
- взвод
- полурота
- рота, ескадрила, батарея, гранична застава, КПП
- батальон, ескадрон, дивизион, гранична комендатура

### Части
Представляват най-малките юридически лица сред формированията, организационно самостоятелни бойни, учебни и административно-стопански единици. Разположени постоянно или временно в населено място или извън него, съставляват гарнизон. Частта има свое знаме. В състава си включва подразделения, по-малки части и някои спомагателни подразделения. С по-голямата си численост действа в по-широк район, изпълнява тактически и оперативно-тактически задачи. Примери:
- отделна рота, ескадрила, батарея
- отделен батальон, ескадрон, дивизион
- полк, отряд, брониран влак, кораб

### Съединения
Включват в състава си части, по-малки съединения, вкл. от различни родове войски, спомагателни части и подразделения. Имат постоянен щат и организация. Действат на определен театър на военните действия или негова част. Изпълняват тактически, оперативно-тактически и оперативни задачи. Примери:
- отряд кораби
- граничен отряд
- бригада
- дивизия
- корпус, ескадра, военноморска база

### Обединения
Това са най-големите военни формирования. В състава си включват съединения и по-малки обединения от различни видове ВС и родове войски. Нямат постоянен щат и организация. Могат да действат на няколко театъра на военните действия или отделен театър на войната. Изпълняват оперативно-тактически, оперативни и оперативно-стратегически задачи, както и военно-административни функции. Примери:
- група корпуси
- армия, флотилия
- групировка войски
- окръг, флот, група/фронт, командване
- видове ВС, родове войски, войска
- въоръжени сили на държава

## Особени видове
Бойни
- сборни – за отделни задачи
- отделни – с повече самостоятелност
- кадрирани – с постоянни кадри, за попълване с резервисти

Обучителни
- резервни (запасни)
- учебни – школи, училища и др.

Управленски
- щабове (от батальонен до генерален щаб)
- управления/дирекции, служби, министерство

Други
- наказателни
- строителни
- складови